# Полковице
Полковѝце (на полски: Polkowice; на немски: Polkwitz, Heerwegen) е град в Югозападна Полша, Долносилезко войводство. Административен център е на Полковишки окръг и Полковишка община. Заема площ от 23,74 км2.

## География
Градът се намира в историческата област Долна Силезия. Разположен е на 38 километра северозападно от Легница и на 19,5 километра южно от Глогов.

## История
Селището получава градски права ок. 1265 година от княз Конрад I Глоговски.
В периода 1975 – 1998 г. е част от Легнишкото войводство.

## Население
Населението на града възлиза на 22 504 души (2017 г.). Гъстотата е 948 души/км2.
Демографско развитие

## Спорт
Градът е дом на футболния клуб Гурник (Полковице).